# Festuca chelungkingnica
Festuca chelungkingnica är en gräsart som beskrevs av Dian Min e Chang, Boris Vassilievich Skvortsov och Shen g Lian Lu. Festuca chelungkingnica ingår i släktet svinglar, och familjen gräs. Inga underarter finns listade i Catalogue of Life.